# Agăș (gmina)
Agăș – gmina w Rumunii, w okręgu Bacău. Obejmuje miejscowości Agăș, Beleghet, Coșnea, Cotumba, Diaconești, Goioasa, Preluci i Sulța. W 2011 roku liczyła 5884 mieszkańców.